# Mali Kal (gmina Mirna Peč)
Mali Kal – wieś w Słowenii, w gminie Mirna Peč. W 2018 roku liczyła 79 mieszkańców.